# Calanthemis flavomaculatus
Calanthemis flavomaculatus är en skalbaggsart som beskrevs av Karl Adlbauer 2001. Calanthemis flavomaculatus ingår i släktet Calanthemis och familjen långhorningar.
Artens utbredningsområde är:
- Angola.
- Zimbabwe.

Inga underarter finns listade.